# ساري حاجيلي
ساري حاجيلي أو ساری‌حاجی‌لی (بالأذرية: Sarıhacılı) هي قرية تقع في سهل قرەباغ ضمن نطاق الوحدة الإدارية لقرية «سيدلي» في مقاطعة آغدام بجمهورية أذربيجان. سقطت القرية بيد القوات المسلحة الأرمنية في 23 تموز (يوليو) 1993. وفي 20 تشرين الثاني (نوڤمبر) 2020، وبموجب شروط اتفاق وقف إطلاق النار في مرتفعات قرەباغ، أُعيدت القرية إلى أذربيجان ودخلتها قواتها المسلحة.
ذُكرت أسماء سبعةٍ وعشرين عشيرة من عشائر اتحاد «أُتُزإكي»، في مصدر عثماني يعود إلى سنة 1593، ومن بينها عشيرة ساري حاجيلي. ويُحتمل أن تكون هذه القرية قد ورثت اسمها عن تلك العشيرة. ويبدو أن اسم العشيرة مشتق من اسم شخص اشتُهر بـ«ساري حاجي». هُجرت هذه القرية تمامًا بحلول سنة 2021.